# Зубатые барабули
Зубатые барабули (лат. Parupeneus) — род  лучепёрых рыб из семейства барабулевых (Mullidae). Распространены в Индийском океане и в западной части Тихого океана. Максимальные размеры тела варьируются от 13,9 до 60 см. Морские придонные рыбы.

## Описание
Тело удлинённое, несколько сжато с боков. Зубы на обеих челюстях расположены в один ряд, редко посажены, прямые, конической формы. Два спинных плавника, первый из них состоит из колючих лучей. Чешуя крупная. На подбородке два усика. В боковой линии 27—29 чешуй.

## Классификация
В составе рода выделяют 32 вида:
- Parupeneus angulatus Randall & Heemstra, 2009
- Parupeneus barberinoides (Bleeker, 1852)
- Parupeneus barberinus (Lacepède, 1801) — Темнополосая зубатая барабуля, или темнополосая барабулька
- Parupeneus biaculeatus  (Richardson, 1846)
- Parupeneus chrysonemus  (Jordan & Evermann, 1903)
- Parupeneus chrysopleuron (Temminck & Schlegel, 1843)
- Parupeneus ciliatus (Lacepède, 1802)
- Parupeneus crassilabris  (Valenciennes, 1831)
- Parupeneus cyclostomus  (Lacepède, 1801) — Золотистая зубатая барабуля
- Parupeneus diagonalis  Randall, 2004
- Parupeneus forsskali  (Fourmanoir & Guézé, 1976) — Красноморская зубатая барабуля
- Parupeneus fraserorum  Randall & King, 2009
- Parupeneus heptacanthus  (Lacepède, 1802)
- Parupeneus indicus (Shaw, 1803) — Индийская зубатая барабуля
- Parupeneus insularis  Randall & Myers, 2002
- Parupeneus jansenii  (Bleeker, 1856)
- Parupeneus louise  Randall, 2004
- Parupeneus macronemus  (Lacepède, 1801) — Длинноусая зубатая барабуля
- Parupeneus margaritatus  Randall & Guézé, 1984
- Parupeneus minys  Randall & Heemstra, 2009
- Parupeneus moffitti  Randall & Myers, 1993
- Parupeneus multifasciatus  (Quoy & Gaimard, 1825)
- Parupeneus nansen  Randall & Heemstra, 2009
- Parupeneus orientalis  (Fowler, 1933)
- Parupeneus pleurostigma  (Bennett, 1831) — Чернопятнистая зубатая барабуля
- Parupeneus porphyreus  (Jenkins, 1903)
- Parupeneus posteli  Fourmanoir & Guézé, 1967
- Parupeneus procerigena  Kim & Amaoka, 2001
- Parupeneus rubescens  (Lacepède, 1801) — Розовая зубатая барабуля
- Parupeneus seychellensis  (Smith & Smith, 1963)
- Parupeneus spilurus  (Bleeker, 1854)
- Parupeneus trifasciatus  (Lacepède, 1801) — Трёхпятнистая зубатая барабуля